# 必殺必中仕事屋稼業
『必殺必中仕事屋稼業』（ひっさつひっちゅうしごとやかぎょう）は1975年1月4日から6月27日まで、毎週土曜日 22:00 - 22:55に、朝日放送と松竹（京都映画撮影所、現・松竹撮影所）の共同製作で、TBSテレビ系で放送した時代劇。全26話。主演は緒形拳。
必殺シリーズの第5作目である。

## 概要
必殺仕置人殺人事件以来、タイトルから消えていた「必殺」の文字を復活させた作品。元締の嶋屋おせいが仕切る裏稼業「仕事屋」が悪人を葬る従来シリーズの基本フォーマットを踏まえながら、賭博（ギャンブル）を作品のテーマに据えている。主人公の半兵衛と政吉は賭博狂いの設定で毎回、賭場が登場する。一か月で五千両の大金を工面することが仕事の目的となる第13話など、エピソードの幾つかは賭け事が重要な要素となり、殺しが行われない回（第20話）がある。
「仕事屋」は基本的に困窮した頼み人の依頼を解決することが目的で殺しを専門とする稼業ではない。依頼人を救い、仇討ちなどで必要とされる場合、または依頼に裏があった時に標的の悪人を殺すかどうかの裁量は元締おせいの一存で決める。その際、半兵衛と政吉には殺しの追加報酬をおせいが支払う場合が多い。
キャストはシリーズ第1作『必殺仕掛人』で藤枝梅安を演じた緒形拳を再び起用。『仕掛人』『必殺仕置人』にゲスト出演、プロデューサーの山内久司と交流があった林隆三をキャスティング。元締役はこれまでの非主水シリーズに出演して来た山村聰に代わり、草笛光子を初の女元締役として起用した。オープニング ナレーションは前作『暗闇仕留人』で中村主水を演じた藤田まことが担当した。
第16話「仕上げて勝負」は瑳峨三智子がゲスト出演したことが縁で、実母の山田五十鈴がその映像美を高く評価。必殺シリーズへの出演を自ら希望した。次回作のゲスト出演（『必殺仕置屋稼業』 第15話）を皮切りに『必殺からくり人』のレギュラー出演に繋がって行ったというエピソードがプロデューサーの仲川利久（元・朝日放送プロデューサー）の著書に記している。
放映中は腸捻転解消（ネットチェンジ）などの問題に見舞われたが、近畿地区で過去最高の視聴率を記録。漫画家の近藤ゆたかは「非主水シリーズで最高傑作」と評し、山田誠二は「極めて完成度の高い名作 」と評している。
元来、人殺しをしたことがない一介の町人と元侍の二人組が場数を踏んで行くうちにプロの殺し屋に変貌するが「仕事屋」が徐々に崩壊するまでの過程を第1話から最終話の間で丹念に描かれており、物語は「火盗改に面が割れ手配書を廻された半兵衛が、決然と殺しの稼業への覚悟を決める」ところで幕を閉じる。
本作以降に制作した『必殺からくり人』などの非主水シリーズは2クール未満で終了。本作が非主水シリーズとしては最後の2クール作品となった。2クールを超える非主水シリーズは『必殺仕掛人』（全33話）と第3作『助け人走る』（全36話）の2作である。
音楽面での本作のみのパターンとしては殺しのシーンで主に使われる曲が他シリーズの通例のように主題歌（『さすらいの唄』）のアレンジ曲ではなく、レコードB面の挿入歌（『夜空の慕情』）のアレンジ曲であることなどが挙げられる。

## あらすじ
蕎麦屋「坊主そば」の主人　半兵衛は博打狂いの通称「知らぬ顔の半兵衛」として博打好きの間では有名であった。彼はいつものように賭場に赴くとかつては侍で現在は流れの博打打である青年　政吉と出会う。半兵衛は彼と大金を賭けて勝負して、勝利する。
ある日、半兵衛は食い逃げした客を追い掛け、材木置場で客の死体を発見する。その男は北町奉行所の与力　三村敬十郎の命を狙っており、返り討ちに合っていた。現場に居合わせた半兵衛は男の仲間と疑われ、三村に捕まり酷い拷問を受ける。三村は証拠をでっち上げ、無実の人間も犯人にしてしまうことから、奉行所で問題視され、奉行からの命令で半兵衛は解き放ちとなる。
奉行所から出た半兵衛は謎の男　利助から「迷惑料」という名目の大金を渡された。興味を持った半兵衛は利助の後を付けて、飛脚問屋「嶋屋」の女主人　おせいに行き着く。おせいは必要とあらば殺しを行う裏の稼業「仕事屋」の元締で、三村の命を狙っていた。裏の事情を察知した半兵衛はおせいに口止め料を要求するが、おせいは半兵衛の度胸の良さを見込んで裏の稼業に請い、半兵衛はこれを受ける。
三村を殺す為に尾行する半兵衛は政吉と何度も出会う。政吉は別口で三村の殺しの依頼を受けており、半兵衛と同様に三村の命を狙っていた。互いの事情を知らない半兵衛と政吉は過去の因縁から会う度に反発し合う。
三村の命を狙っていた半兵衛と政吉は彼を同時に殺す。現場を離れた後、口封じのために互いに殺し合う半兵衛と政吉の下におせいと利助が現れた。おせいは政吉の得物の短刀を見て、彼が生き別れた実の息子であると直感するがそれを隠し通し、政吉に仕事屋に加入するように打診した。政吉はこれを了承して、ここに新しい仕事屋グループが結成された。

## 登場人物

### 仕事屋
知らぬ顔の半兵衛
演 - 緒形拳
蕎麦屋「坊主そば」の主人。明るく闊達な人物で、商売そっちのけで賭場に赴く大の博打好き。勝負では負けることも多いが度胸があり、土壇場の勝負運は強い。
口髭を蓄え、殺しの道具の剃刀はこれを手入れするための物だが、第13話で口髭を剃り落とした。丸刈りの頭は博打から更生しようとして出家した際の名残りと発言している。
前の店主と店の権利を賭けて勝負した挙げ句に勝ったことで蕎麦屋の主人となる。店の売上げを持ち出して博打に興じるなど、お春を困らせるが一方で彼女を深く愛している。人生観は博打の影響を強く受けており、博打打ちの末路に自分の将来を重ねることが多い。
おせいに見込まれて裏稼業に足を踏み入れた為、当初は殺しは全くの素人だった。その為に殺しの練習をする描写が見られ、素人然とした殺しなどが多々見られる。最終話に近付くに連れて、プロの殺し屋に変貌していった。
第25話で、お春に裏の仕事を知られて一緒に生きて行くことを誓うが、その矢先に仕事屋は崩壊。得物の剃刀を自らの手で真っ二つに折ってしまう。政吉の遺した懐剣で最後の仕事を終えた後は火盗改同心に追われる途中で裏の仕事の報酬を店に投げ込み、いずこへと去る。
必殺スペシャル『仕事人大集合』に登場、飾り職人の秀と組み、駿府で裏稼業を続けていたことが明かされる。『必殺仕置長屋 一筆啓上編』第12話では未だ手配中の身で、江戸には戻っていないと語られる。
侍くずれの政吉
演 - 林隆三
流れの博徒。一部では「いかさま師」として有名で他人のいかさまを見抜く眼力が高い。劇中で自身がいかさまを行うことは稀で、普通に賭け事を行っている。
元は旗本（松永家 五千石）の跡取りであったが養子という出自から家を飛び出し、博徒となる。おせいの息子で、武器に用いる女物の懐剣はおせいが別れ際に渡した形見である。実子とすぐに気付いたおせいに対して、自身は終盤まで気付かなかった。
半兵衛とは因縁ある関係で、仕事屋となると同じ博打狂いとして悪友となる。第25話では勘違いで半兵衛を懐剣で刺してしまうが、逆に絆をより強くする。
最終話で火盗改同心に捕まり、仕事屋の内情を吐かせる為に拷問を受ける。最期は己の口を封じる為に同心の隙を付いて、刀を奪い、おせいの目前で自害した。
利助
演 - 岡本信人
嶋屋の番頭で仕事屋の密偵。情報収集と連絡係を担う。
真面目な性格で賭け事を嫌う。博打好きの半兵衛と政吉に嫌味な発言や態度を取ることが多いが、後半では強い信頼関係を築いていた。元は清衛門 配下の盗賊で凄腕の御金蔵破りであり、盗賊時代に培った体術や技術を披露することがある。
最終話でおせいを庇い、悪人の匕首で急所を刺されて死亡した。
嶋屋おせい
演 - 草笛光子
飛脚問屋「嶋屋」の女主人で、仕事屋の元締。
大盗賊の夫である清衛門が残した大金を使い、弱者の為の裏稼業「仕事屋」を開業した。裏稼業の元締として常に厳しい態度で臨むが後述の政吉との関係など、陰では感情的な一面を見せることがある。原則として殺しはしないが、依頼に嘘があったり自分に直接関わる場合は自ら手を下す。
かつて、ある事情から生き別れになった息子が政吉であり、子を捨てたことを今でも後悔して、政吉に母としての情を抱くが仕事屋の元締として、それを隠し通しながら厳しく接する。
最終話で、火盗改の同心　熊谷に裏稼業が発覚して危機に陥る。半兵衛に最後の仕事を頼み、自身は熊谷を殺害して復讐を果たす。眼前で政吉が自害して、自らも死のうとするが半兵衛の説得で思い留まる。
シリーズ第12作『江戸プロフェッショナル・必殺商売人』の登場人物「おせい」は同一人物の設定である。

### その他
お春
演 - 中尾ミエ
半兵衛の内縁の妻。
姉御肌で、博打に興じる半兵衛に代わり、蕎麦屋「坊主そば」を切り盛りする。元は江戸にやって来たきた独り者で半兵衛に助けられたことがきっかけで蕎麦屋に居座り、押しかけ女房となった。
第25話で、半兵衛の裏の仕事を知る。半兵衛は「もう二度と裏の仕事はしない」と約束して、一緒に歩もうとするが最終話で捕り方に見つかった半兵衛は彼女を捨てて、江戸を去って行った。
『必殺仕置長屋 一筆啓上編』第12話では、半兵衛との間に出来た息子を育てていると語られる。
おまき
演 - 芹明香
政吉の行き着けの飲み屋の女主人で彼の情婦。最終話で政吉を庇って、悪人の匕首を胸に受けて死亡した。
源五郎
演 - 大塚吾郎
半兵衛と幼馴染の岡っ引き。強面だが半兵衛を前にすると途端にオカマ口調になり「半ちゃん」と呼ぶ。
半兵衛を好意を抱き、何かと一緒にいる政吉には敵意を、お春に対しては共感と嫉妬の入り混じった感情を抱いている。半兵衛 一筋の筈だが、第20話では名前の分からない陰間を口説いていた。
「半ちゃん、淡白ねぇ」が主な口癖。
ナレーション
オープニング、第1話ラスト - 藤田まこと
作 - 早坂暁
次回予告 - 野島一郎

### ゲスト
第1話 「出たとこ勝負」
- 三村敬十郎 - 石橋蓮司
- みよ - 水原麻記
- 伊之 - 伊吹剛
- 中山 - 唐沢民賢
- 惣兵衛 - 寺島雄作
- みつ - 小柳圭子
- 岡場所の女 - 大滝英洧子
- 菊 - 三笠敬子

第2話 「一発勝負」
- おしの - ジュディ・オング
- 朝倉主膳 - 菅貫太郎
- 軍十郎 - 五味龍太郎
- 植松 - 住吉正博
- 人足 - チャンバラトリオ
- 頼母 - 坂口徹
- 仲間 - 東悦次

第3話 「いかさま大勝負」
- 和泉屋与兵衛 - 穂積隆信
- お初 - 桃井かおり
- 伝八(茂作) - 和田浩治
- お袖 - 山口朱美
- 市五郎 - 伴勇太郎
- 仁助 - 島米八
- 代貸し - 藤尾純
- 同心 - 森章二

第4話 「逆転勝負」
- おすみ - 菊容子
- 弥三 - 今井健二
- 島帰りの吉五郎 - 高木均
- おくら - 川村真樹
- 長造 - 北見唯一
- 女郎 - 松谷令子

第5話 「忍んで勝負」
- もぐらの留三 - 多々良純
- 牢役人 小坂 - 小林勝彦
- 小紫 - 松平純子
- おさと - 原田あけみ
- 彦六 - 下元年世
- 牢番 平八 - 細川智

第6話 「ぶっつけ勝負」
- 吉五郎 - 天津敏
- おしん - 珠めぐみ
- 惣太郎 - 高峰圭二
- 沓掛の甚造 - 梅津栄
- 用心棒 河合 - 成瀬正孝
- 駒六 - 浜伸二
- 茶店親爺 - 日高久

第7話 「人質勝負」
- 松五郎 - 神田隆
- 油屋栄三郎 - 織本順吉
- おしん - 二本柳俊衣
- 平戸屋惣六 - 入江慎也
- 亀吉 - 多賀勝

第8話 「寝取られ勝負」
- 三州屋藤左衛門 - 山田吾一
- 忠太郎 - 林ゆたか
- おきぬ - 小野恵子
- おうめ - 島村昌子
- 秀山尼 - 岡嶋艶子
- 桜堂尼 - 山口朱美
- そば屋の客 - 松尾勝人

第9話 「からくり勝負」
- 古田玄蕃 - 山城新伍
- 太助 - 田辺靖雄
- みよ - 高樹蓉子
- 諸角 - 谷口完
- 魚留 - 古川ロック
- つね - 志乃原良子
- 辰己平九郎 - 唐沢民賢
- 魚屋 - 松尾勝人

第10話 「売られて勝負」
- おゆみ - 真木洋子
- 仙次 - 早川保
- 和泉屋 - 山村弘三
- おさき - 近江輝子
- 伊三 - 伊吹新吾
- 増三 - 山口幸生
- 音吉 - 島米八
- 女将 - 小柳圭子
- 町の女 - 酒井靖乃

第11話 「表を裏で勝負」
- 伏見屋藤兵衛 - 浜田寅彦
- 与力 宇佐美 - 草薙幸二郎
- つや - 北川美佳
- みつ - 多川美智子
- 仙太 - 石川博
- 道元和尚 - 如月寛多
- 山城屋 - 藤尾純
- 飛脚屋 - 飯田覚三
- 飛脚 - 松尾勝人

第12話 「いろはで勝負」
- 徳三 - 東野孝彦
- 仙一 - 長谷川明男
- 金二 - 小笠原良知
- 篠 - 泉晶子
- つる - 森崎由紀
- 勘助 - 北村英三

第13話 「度胸で勝負」
- 板倉屋藤兵衛 - 岡田英次
- 大原頼母 - 美川陽一郎
- 脇坂兵部 - 藤岡重慶
- 六部の老人 - 堀内一市
- 旦那 - 市川男女之助
- 門番 - 松尾勝人

第14話 「招かれて勝負」
- 板倉屋藤兵衛 - 岡田英次
- おこま - 新藤恵美
- 芳造 - 亀石征一郎
- 三次郎 - 頭師孝雄
- 上総屋久右衛門 - 沢村宗之助
- おつね - 荒木雅子
- 佐吉 - 西田良
- 浜田屋 - 田中弘史
- 喜兵衛 - 玉生司朗

第15話 「大当りで勝負」
- 岩岡鉄五郎 - 山本亘
- 弥生 - 榊原るみ
- 淀屋伊三郎 - 戸浦六宏
- 多十 - 出水憲司
- 寅 - 伊吹新吾
- 神主 - 原聖四郎
- 客 - 古川ロック
- 永倉左内 - 唐沢民賢（2回目）
- 飛脚 - 松尾勝人

第16話 「仕上げて勝負」
- おらん - 瑳峨三智子
- 国五郎 - 内田朝雄
- 捨三 - 菅貫太郎（2回目）
- 長次 - 剣持伴紀
- おもと - 山岸映子
- 快念 - 北見唯一
- 了念 - 伴勇太郎
- 墓守りの仁 - 阿木五郎
- 与助 - 島米八
- そば屋の客 - 峰蘭太郎
- チンドン屋 - 松尾勝人（2回目）

第17話 「悟りて勝負」
- 弥兵衛 - 池部良
- 鳴海屋儀右ヱ門 - 渥美国泰
- おたみ - 関根世津子
- おなか - 酒井靖乃
- 虎吉 - 志賀勝
- 平七 - 永田光男
- そば屋の客 - 古川ロック

第18話 「はめ手で勝負」
- 梓 - 左時枝
- 鉄平 - 睦五郎
- 黒田策二郎 - 城所英夫
- 甲州 - 轟謙二
- 安達大作 - 五味龍太郎（2回目）
- 忠左衛門 - 西山辰夫
- 長兵衛 - 日高久

第19話 「生かして勝負」
- おとよ - 池玲子
- 桧屋伝蔵 - 浜村純
- 大山栄之進 - 井上昭文
- 忠七 - 水谷邦久
- 徳平 - 藤尾純

第20話 「負けて勝負」
- 伊三郎 - 津川雅彦
- 但馬屋 - 小坂一也
- お照 - 二宮さよ子
- 道庵 - 入江慎也
- 酒蔵の男 - 大迫英喜

第21話 「飛び入りで勝負」
- 銀次 - 寺田農
- 与兵衛 - 御木本伸介
- お民 - 香山秀美
- 香具師 - ゼンジー北京
- 藤七 - 北見唯一
- 渡海屋清三郎 - 武周暢

第22話 「脅して勝負」
- 岡村新兵衛 - 入川保則
- 神尾仙三郎 - 上野山功一
- 美濃屋伝右衛門 - 稲葉義男
- 佐八 - 中井啓輔
- 美濃屋富造 - 中村孝雄
- おみよ - 原田あけみ
- 同心 中道 - 成瀬正孝
- 喜兵衛 - 伴勇太郎（2回目）

第23話 「取込まれて勝負」
- 村上又七郎 - 小松方正
- おみの - 赤座美代子
- 相模屋伊三郎 - 河原崎次郎
- 玉木屋市兵衛 - 富田浩太郎
- 医者玄庵 - 日高久
- そば屋の客 - 古川ロック（2回目）
- 易者 - 市川男女之助

第24話 「知られて勝負」
- 伊八 - 浜畑賢吉
- 小田切平之介 - 川合伸旺
- 由布蔵右衛門 - 宮部昭夫
- お久 - 市毛良枝
- お駒 - 戸部夕子
- やくざ - 東悦次（2回目）

第25話 「乱れて勝負」
- 春海 - 梅津栄（2回目）
- おしの - 紀比呂子
- 又三 - 浜伸二
- 侍 - 柳原久仁夫
- 岡場所の女 - 松谷玲子

第26話 「どたんば勝負」
- 熊谷弥九郎 - 大木実
- 亥之吉 - 堀勝之祐
- 捨三 - 島米八
- 弥八 - 黛康太郎

## 殺し技
知らぬ顔の半兵衛
悪人の首（喉元）を手拭いで押さえながら、剃刀で瞬時に切り裂く。その際に吹き出す血を手拭いで吸い取ることで返り血を浴びるのを防ぐ。第5話では櫛で急所を刺す。第25話で、剃刀を自らの手で叩き割った為、最終話では政吉の懐剣を使用した。
侍くずれの政吉
女物の懐剣で、悪人の急所を突き刺す。第22話では悪人の刀で切腹に偽装して刺す。
嶋屋おせい
簪や短刀で悪人を突き刺す（第3話 等）。第11話では仕込み柄杓（茶道具）を使用した。

## スタッフ
- プロデューサー - 山内久司、仲川利久（朝日放送）、櫻井洋三（松竹）
- 脚本 - 野上龍雄、村尾昭、下飯坂菊馬、國弘威雄、松原佳成、播磨幸治、石川孝人、素一路、猪又憲吾、大工原正泰、安倍徹郎、横光晃、田上雄、中村勝行
- 音楽 - 平尾昌晃
- 監督 - 三隅研次、工藤栄一、松本明、松野宏軌、大熊邦也、蔵原惟繕
- 制作協力 - 京都映画撮影所（現・松竹撮影所）
- 制作 - 朝日放送、松竹

## 主題歌
- 主題歌 - 小沢深雪「さすらいの唄」（キャニオンレコード（現・ポニーキャニオン））
作詞：片桐和子、作曲：平尾昌晃、編曲：竜崎孝路
- 挿入歌 - 小沢深雪「夜空の慕情」（キャニオンレコード（現・ポニーキャニオン））
作詞：片桐和子、作曲：平尾昌晃、編曲：竜崎孝路

## 放送日程
- サブタイトルのフォーマットは「勝負」。

| 話数   | 放送日        | サブタイトル   | 脚本                       | 監督     | 備考                                        |
| ------ | ------------- | -------------- | -------------------------- | -------- | ------------------------------------------- |
| 第1話  | 1975年1月04日 | 出たとこ勝負   | 野上龍雄 村尾昭 下飯坂菊馬 | 三隅研次 | この回のみ、エンディング ナレーションが付く |
| 第2話  | 1975年1月11日 | 一発勝負       | 村尾昭                     | 三隅研次 |                                             |
| 第3話  | 1975年1月18日 | いかさま大勝負 | 野上龍雄                   | 工藤栄一 |                                             |
| 第4話  | 1975年1月25日 | 逆転勝負       | 村尾昭                     | 工藤栄一 |                                             |
| 第5話  | 1975年2月01日 | 忍んで勝負     | 國弘威雄                   | 松本明   |                                             |
| 第6話  | 1975年2月08日 | ぶっつけ勝負   | 野上龍雄                   | 松野宏軌 |                                             |
| 第7話  | 1975年2月15日 | 人質勝負       | 國弘威雄                   | 松野宏軌 |                                             |
| 第8話  | 1975年2月22日 | 寝取られ勝負   | 下飯坂菊馬                 | 三隅研次 | 歴代最高視聴率（34.2%、関西地区）を記録     |
| 第9話  | 1975年3月01日 | からくり勝負   | 松原佳成                   | 松野宏軌 |                                             |
| 第10話 | 1975年3月08日 | 売られて勝負   | 播磨幸治                   | 三隅研次 |                                             |
| 第11話 | 1975年3月15日 | 表を裏で勝負   | 石川孝人                   | 松野宏軌 |                                             |
| 第12話 | 1975年3月22日 | いろはで勝負   | 素一路                     | 松本明   |                                             |
| 第13話 | 1975年3月29日 | 度胸で勝負     | 猪又憲吾                   | 松野宏軌 | この回まで関東地方では、TBSテレビで放送     |
| 第14話 | 1975年4月04日 | 招かれて勝負   | 猪又憲吾                   | 工藤栄一 | この回から関東地方では、NETテレビで放送     |
| 第15話 | 1975年4月11日 | 大当りで勝負   | 大工原正泰                 | 大熊邦也 |                                             |
| 第16話 | 1975年4月18日 | 仕上げて勝負   | 安倍徹郎                   | 蔵原惟繕 |                                             |
| 第17話 | 1975年4月25日 | 悟りて勝負     | 横光晃                     | 大熊邦也 |                                             |
| 第18話 | 1975年5月02日 | はめ手で勝負   | 松原佳成                   | 松野宏軌 |                                             |
| 第19話 | 1975年5月09日 | 生かして勝負   | 横光晃                     | 蔵原惟繕 |                                             |
| 第20話 | 1975年5月16日 | 負けて勝負     | 田上雄                     | 松本明   |                                             |
| 第21話 | 1975年5月23日 | 飛入りで勝負   | 中村勝行                   | 松野宏軌 |                                             |
| 第22話 | 1975年5月30日 | 脅して勝負     | 横光晃                     | 工藤栄一 |                                             |
| 第23話 | 1975年6月06日 | 取込まれて勝負 | 大工原正泰                 | 大熊邦也 |                                             |
| 第24話 | 1975年6月13日 | 知られて勝負   | 石川孝人                   | 松野宏軌 |                                             |
| 第25話 | 1975年6月20日 | 乱れて勝負     | 素一路                     | 松本明   |                                             |
| 第26話 | 1975年6月27日 | どたんば勝負   | 村尾昭                     | 工藤栄一 |                                             |

## 腸捻転解消（ネットチェンジ）
本作の本放送当時、必殺シリーズを制作する朝日放送（ABC）はTBSテレビ系、毎日放送（MBS）はNETテレビ（現・テレビ朝日）系であった。新聞資本から見た場合、朝日放送とNETテレビは朝日新聞社が、毎日放送とTBSテレビは毎日新聞社が出資していた為、系列と資本が異なり、「腸捻転」と呼ばれた。この解消（ネットチェンジ）が番組の放映中に行われ、大きな影響を受けることとなる。
NETテレビ系列の土曜22時台は『土曜映画劇場』を放送していた為、金曜22時枠への移動を余儀なくされた。本作は関西で視聴率 30%前後を記録し続け、シリーズ最高視聴率を記録（最高は第8話の34.2%）。好調な勢いであったがネットチェンジ後の視聴率は半分以下の13%台に下降した。
制作スタッフはネットチェンジを挟む第13話と第14話を前後編として、「土曜の夜では間に合わぬ “仕事”は金曜よる10時」のキャッチ コピーで視聴者の流出を防ごうとした。TBSテレビでの画面上では第13話の最後に「この番組は来週から10チャンネル　NETテレビでご覧ください」と字幕スーパーで案内したが異例の前後編は「番組終了」と誤解されて、裏目に出てしまった。当時はビデオデッキが一般家庭に広く普及しておらず、一度定着した視聴習慣は変わらない時代で最終的に15%前後まで視聴率を回復したが、ネットチェンジ前の水準には遠く及ばなかった。
TBSは必殺シリーズがNET系列に移動することで視聴者が離れることを恐れ、「必殺シリーズと同様のコンセプトの番組制作」を毎日放送に依頼した。毎日放送は東映に依頼して『影同心』を制作。視聴者の囲い込みに成功した。
制作スタッフは中村主水を再々登場させることを決めて、シリーズ第6作『必殺仕置屋稼業』を制作。視聴率を好転させた。

## 補足
- 小沢深雪が唄う主題歌『さすらいの唄』は第5話等、一部の回では歌い方が異なるバージョンが存在した。また、ネットチェンジ直後の第14話「招かれて勝負」は本編終盤で半兵衛が板倉屋を仕掛けるところから主題歌が始まり本編中に1番が終了。そのまま2番の歌詞が続く中、エンディングクレジット画面（タイトルバックは通常の画像と変わらない）が流れる特殊仕様とされている。

## ネット局
系列は当時の系列。第1話「出たとこ勝負」 - 第13話「度胸で勝負」（1975年1月4日 - 3月29日）はTBSテレビ系で放送。第14話「招かれて勝負」 - 第26話「どたんば勝負」（1975年4月4日 - 6月27日）はNETテレビ系（現：テレビ朝日系）で放送。○は腸捻転解消後（第14話以降）に遅れネットに変更となったTBSテレビ系の民放テレビ局。
| 放送対象地域   | 放送局           | 系列                                 | ネット形態              | 備考                                                                                       |
| -------------- | ---------------- | ------------------------------------ | ----------------------- | ------------------------------------------------------------------------------------------ |
| 近畿広域圏     | 朝日放送         | TBS系列 → NETテレビ系列              | 制作局                  | 現・朝日放送テレビ                                                                         |
| 関東広域圏     | 東京放送         | TBS系列                              | 同時ネット              | 現・TBSテレビ 第13話まで 腸捻転解消で、NETテレビへ移行                                     |
| 関東広域圏     | NETテレビ        | NETテレビ系列                        | 同時ネット              | 現・テレビ朝日 第14話から                                                                  |
| 北海道         | 北海道放送       | TBS系列                              | 同時ネット              | 第13話まで 腸捻転解消で、北海道テレビへ移行                                                |
| 北海道         | 北海道テレビ     | NETテレビ系列                        | 同時ネット              | 第14話から                                                                                 |
| 青森県         | 青森テレビ       | TBS系列                              | 同時ネット → 遅れネット | ○1975年3月までは、NETテレビ系列とのクロスネット局 ANN脱退、JNN正式加盟後は遅れネット       |
| 岩手県         | 岩手放送         | TBS系列                              | 同時ネット → 遅れネット | ○現・IBC岩手放送                                                                           |
| 宮城県         | 東北放送         | TBS系列                              | 同時ネット → 遅れネット | ○                                                                                          |
| 秋田県         | 秋田放送         | 日本テレビ系列                       | 遅れネット              | 第13話まで 腸捻転解消で、秋田テレビへ移行                                                  |
| 秋田県         | 秋田テレビ       | フジテレビ系列                       | 遅れネット              | 第14話から                                                                                 |
| 山形県         | 山形放送         | 日本テレビ系列                       | 遅れネット              |                                                                                            |
| 福島県         | 福島テレビ       | TBS系列 フジテレビ系列               | 同時ネット → 遅れネット | ○                                                                                          |
| 新潟県         | 新潟放送         | TBS系列                              | 遅れネット              |                                                                                            |
| 長野県         | 信越放送         | TBS系列                              | 遅れネット              |                                                                                            |
| 山梨県         | テレビ山梨       | TBS系列                              | 同時ネット → 遅れネット | ○                                                                                          |
| 富山県         | 富山テレビ       | フジテレビ系列                       | 遅れネット              |                                                                                            |
| 石川県         | 北陸放送         | TBS系列                              | 遅れネット              |                                                                                            |
| 福井県         | 福井テレビ       | フジテレビ系列                       | 遅れネット              |                                                                                            |
| 静岡県         | 静岡放送         | TBS系列                              | 同時ネット → 遅れネット | ○                                                                                          |
| 中京広域圏     | 中部日本放送     | TBS系列                              | 同時ネット              | 現・CBCテレビ 第13話まで 腸捻転解消で、名古屋テレビへ移行                                  |
| 中京広域圏     | 名古屋テレビ     | NETテレビ系列                        | 同時ネット              | 第14話から                                                                                 |
| 鳥取県・島根県 | 山陰放送         | TBS系列                              | 同時ネット → 遅れネット | ○                                                                                          |
| 岡山県         | 山陽放送         | TBS系列                              | 同時ネット              | 現・RSK山陽放送 当時の放送免許エリアは岡山県のみ 第13話まで 腸捻転解消で、テレビ岡山へ移行 |
| 岡山県         | テレビ岡山       | フジテレビ系列 NETテレビ系列         | 同時ネット              | 現・岡山放送 第14話から 当時の放送免許エリアは岡山県のみ                                   |
| 広島県         | 中国放送         | TBS系列                              | 同時ネット              | 第13話まで 腸捻転解消で、広島ホームテレビへ移行                                            |
| 広島県         | 広島ホームテレビ | NETテレビ系列                        | 遅れネット              | 第14話から                                                                                 |
| 山口県         | テレビ山口       | TBS系列 フジテレビ系列 NETテレビ系列 | 遅れネット              |                                                                                            |
| 徳島県         | 四国放送         | 日本テレビ系列                       | 遅れネット              |                                                                                            |
| 香川県         | 瀬戸内海放送     | NETテレビ系列                        | 同時ネット              | 第14話から 当時の放送免許エリアは香川県のみ                                                |
| 愛媛県         | 南海放送         | 日本テレビ系列                       | 遅れネット              | [ 18 ]                                                                                     |
| 高知県         | テレビ高知       | TBS系列                              | 同時ネット → 遅れネット | ○                                                                                          |
| 福岡県         | RKB毎日放送      | TBS系列                              | 同時ネット              | 第13話まで 腸捻転解消で、九州朝日放送へ移行                                                |
| 福岡県         | 九州朝日放送     | NETテレビ系列                        | 同時ネット              | 第14話から                                                                                 |
| 長崎県         | 長崎放送         | TBS系列                              | 遅れネット              |                                                                                            |
| 熊本県         | 熊本放送         | TBS系列                              | 遅れネット              |                                                                                            |
| 大分県         | 大分放送         | TBS系列                              | 同時ネット → 遅れネット | ○                                                                                          |
| 宮崎県         | 宮崎放送         | TBS系列                              | 同時ネット → 遅れネット | ○                                                                                          |
| 鹿児島県       | 南日本放送       | TBS系列                              | 遅れネット              |                                                                                            |
| 沖縄県         | 琉球放送         | TBS系列                              | 同時ネット → 遅れネット | ○                                                                                          |

## 前後番組
| 朝日放送系（本作品途中までTBS系列の自社制作枠） 土曜22時台（1975年1月 - 3月） | 朝日放送系（本作品途中までTBS系列の自社制作枠） 土曜22時台（1975年1月 - 3月） | 朝日放送系（本作品途中までTBS系列の自社制作枠） 土曜22時台（1975年1月 - 3月） |
| 前番組 | 番組名                                                                        | 次番組 |
| --- | ----------------------------------------------------------------------------- | --- |
| 暗闇仕留人 | 必殺必中仕事屋稼業 （第13話まで）                                             | ここから、NETテレビ系にネットチェンジ 土曜映画劇場（NETテレビ制作） ※21:00 - 22:2522:25 - 22:30：ANNニュース※『土曜映画劇場』と『ANNニュース』はいずれも、 毎日放送（MBS）から移行22:30 - 23:00：ミヤコ蝶々の夫婦善哉 ※自社制作、日曜22時台後半から移行 |
| 朝日放送系（本作品途中から、および、それ以降はNETテレビ → テレビ朝日系の自社制作枠） 金曜22時台（1975年4月 - 6月） |                                                                               | |
| ここまで、TBSテレビ系 金曜ドラマ 裏切りの明日（TBSテレビ制作） - 金曜ドラマは次作『許せない愛』から、MBSテレビに移行 | 必殺必中仕事屋稼業 （第14話から）                                             | 必殺仕置屋稼業 |
| TBS系 土曜22時台（ここまで朝日放送の制作枠。一部地域を除く。1975年1月 - 3月） |                                                                               | |
| 暗闇仕留人 | 必殺必中仕事屋稼業 （第13話まで）                                             | 影同心 - 腸捻転解消後はMBSテレビ制作枠 |
| NET系 金曜22時台（ここから朝日放送の制作枠。一部地域を除く。1975年4月 - 6月） |                                                                               | |
| 22:00 - 22:30：トークロータリー おとなの学校22:30 - 22:45：皇室アルバム22:45 - 23:00：真珠の小箱※いずれも、MBSテレビ制作。腸捻転解消まではMBSテレビ制作枠 （大半の系列局はローカル編成。 名古屋テレビ(メ〜テレ)、HTBは別番組）。 皇室アルバムと真珠の小箱は、TBSテレビ系に移行 | 必殺必中仕事屋稼業 （第14話から）                                             | 必殺仕置屋稼業 |